# Élection présidentielle américaine en Alaska

Carte des États-Unis avec l'État d'Alaska en rouge.

Depuis son admission dans l'Union en janvier 1959, l'État d'Alaska a participé à seize élections présidentielles des États-Unis. Il est considéré comme un État rouge, un bastion pour le Parti républicain, le candidat de ce dernier ayant toujours remporté le scrutin a l'exception de 1964.
L'Alaska est à égalité avec l'Idaho, l'Utah, le Wyoming, le Dakota du Nord, le Dakota du Sud, le Nebraska, le Kansas et l'Oklahoma pour la plus longue séquence de votes républicains pour un État de l'histoire politique récente, de 1968 à aujourd'hui.

## Historiques

### Partis
- (D) : Parti démocrate
- (R) : Parti républicain
- (AI) : Parti Indépendant Américain
- (G) : Parti vert
- (LI) : Parti libertarien
- (RE) : Parti de la réforme

### Résultats
en gras : le vainqueur de l'élection au niveau national
| Année | Vainqueur | Vainqueur             | Vainqueur | Vainqueur | Opposant | Opposant            | Opposant | Opposant | Autres candidats | Autres candidats          | Autres candidats | Autres candidats | GÉ | Ref.          |
| Année | Candidat  | Candidat              | Votes     | %         | Candidat | Candidat            | Votes    | %        | Candidat         | Candidat                  | Votes            | %                | GÉ | Ref.          |
| ----- | --------- | --------------------- | --------- | --------- | -------- | ------------------- | -------- | -------- | ---------------- | ------------------------- | ---------------- | ---------------- | -- | ------------- |
| 1960  |           | Richard Nixon (R)     | 30,953    | 50,94 %   |          | John F. Kennedy (D) | 29,809   | 49,06 %  |                  |                           |                  |                  | 3  | ,             |
| 1964  |           | Lyndon B. Johnson (D) | 44,329    | 65,91 %   |          | Barry Goldwater (R) | 22,930   | 34,09 %  |                  |                           |                  |                  | 3  | ,             |
| 1968  |           | Richard Nixon (R)     | 37,600    | 45,28 %   |          | Hubert Humphrey (D) | 35,411   | 42,65 %  |                  | George Wallace (AI)       | 10,024           | 12,07 %          | 3  | ,             |
| 1972  |           | Richard Nixon (R)     | 55,349    | 58,13 %   |          | George McGovern (D) | 32,967   | 34,62 %  |                  | John G. Schmitz (en) (AI) | 6,903            | 7,25 %           | 3  | ,             |
| 1976  |           | Gerald Ford (R)       | 71,555    | 57,90 %   |          | Jimmy Carter (D)    | 44,058   | 35,65 %  |                  | Roger MacBride (en) (LI)  | 6,785            | 5,49 %           | 3  | ,             |
| 1980  |           | Ronald Reagan (R)     | 86,112    | 54,35 %   |          | Jimmy Carter (D)    | 41,842   | 26,41 %  |                  | Ed Clark (en) (LI)        | 18,479           | 11,66 %          | 3  | ,             |
| 1984  |           | Ronald Reagan (R)     | 138,377   | 66,65 %   |          | Walter Mondale (D)  | 62,007   | 29,87 %  |                  | David Bergland (en) (LI)  | 6,378            | 3,07 %           | 3  | ,             |
| 1988  |           | George H. W. Bush (R) | 119,251   | 59,59 %   |          | Michael Dukakis (D) | 72,584   | 36,27 %  |                  | Ron Paul (LI)             | 5,484            | 2,74 %           | 3  | ,             |
| 1992  |           | George H. W. Bush (R) | 102,000   | 39,46 %   |          | Bill Clinton (D)    | 78,294   | 30,29 %  |                  | Ross Perot (I)            | 73,481           | 28,43 %          | 3  | [ 25 ] [ 26 ] |
| 1996  |           | Bob Dole (R)          | 122,746   | 50,80 %   |          | Bill Clinton (D)    | 80,380   | 33,27 %  |                  | Ross Perot (RE)           | 26,333           | 10,90 %          | 3  | [ 27 ] [ 28 ] |
| 2000  |           | George W. Bush (R)    | 167,398   | 58,62 %   |          | Al Gore (D)         | 79,004   | 27,67 %  |                  | Ralph Nader (G)           | 28,747           | 10,07 %          | 3  | [ 29 ] [ 30 ] |
| 2004  |           | George W. Bush (R)    | 190,889   | 61,07 %   |          | John Kerry (D)      | 111,025  | 35,52 %  |                  | Ralph Nader (I)           | 5,069            | 1,62 %           | 3  | [ 31 ] [ 32 ] |
| 2008  |           | John McCain (R)       | 193,841   | 59,42 %   |          | Barack Obama (D)    | 123,594  | 37,89 %  |                  | Ralph Nader (I)           | 3,783            | 1,16 %           | 3  | [ 33 ] [ 34 ] |
| 2012  |           | Mitt Romney (R)       | 164,676   | 54,80 %   |          | Barack Obama (D)    | 122,640  | 40,81 %  |                  | Gary Johnson (LI)         | 7,392            | 2,46 %           | 3  | [ 35 ]        |
| 2016  |           | Donald Trump (R)      | 163,387   | 51,28 %   |          | Hillary Clinton (D) | 116,454  | 36,55 %  |                  | Gary Johnson (LI)         | 18,725           | 5,88 %           | 3  | [ 36 ]        |
| 2020  |           | Donald Trump (R)      | 189,951   | 52,83 %   |          | Joe Biden (D)       | 153,778  | 42,77 %  |                  | Jo Jorgensen (LI)         | 8,897            | 2,47 %           | 3  | [ 37 ]        |